# Monastero di Aleksandr Nevskij
Il monastero di Aleksandr Nevskij, o laura di Aleksandr Nevskij (in russo Александро-Невская лавра?, Aleksandro-Nevskaja lavra), è una laura che si trova lungo il fiume Neva a San Pietroburgo, all'estremità orientale della prospettiva Nevskij, dedicato al famoso principe Aleksandr Nevskij (1252–1263).

## Il monastero

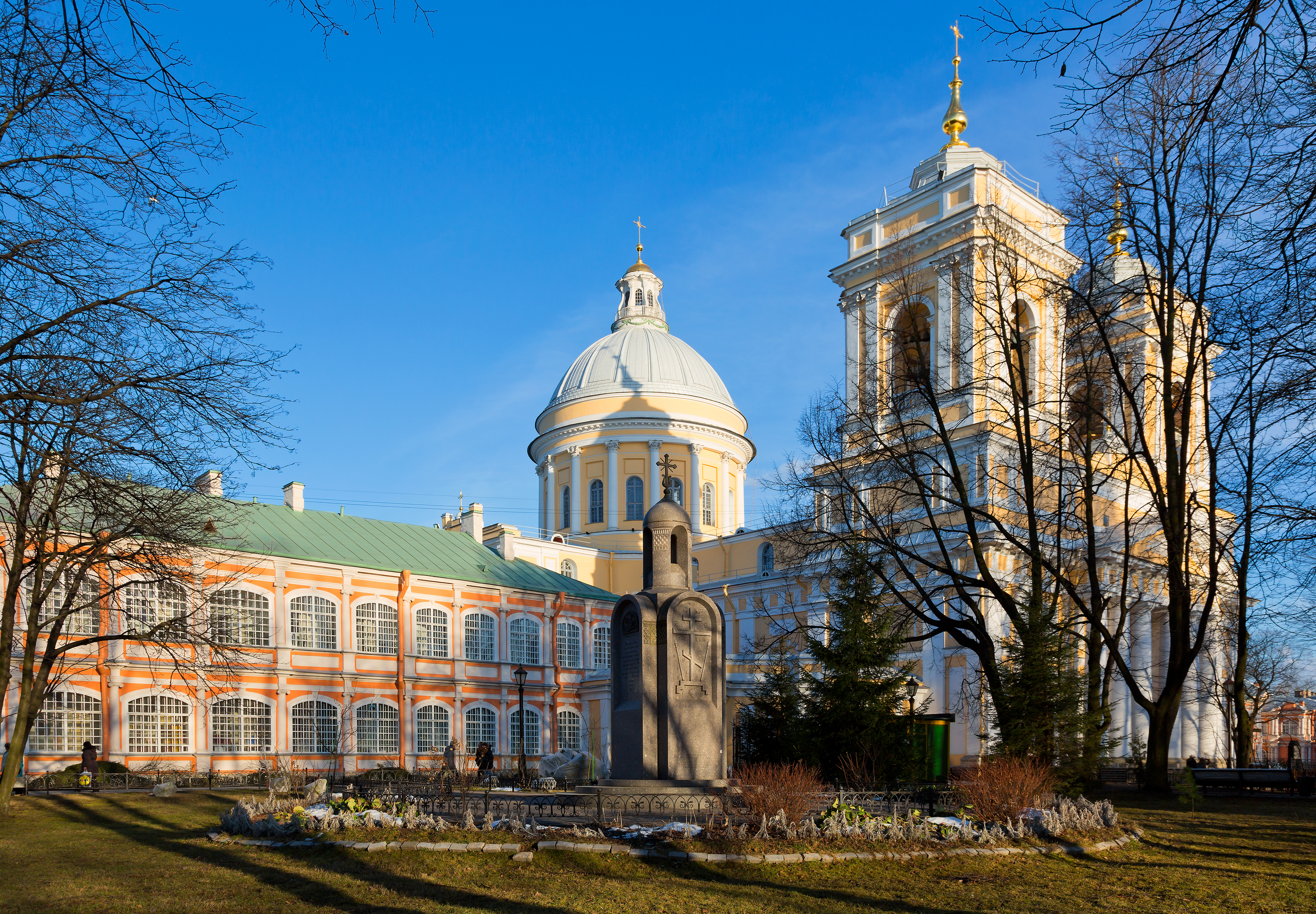
Il monastero Aleksandr Nevskij

Circondato da mura e canali, è il più antico monastero di San Pietroburgo, dove molti membri dei Romanov ricevettero la loro educazione, la cui costruzione risale al 1710, anche se la data di fondazione ufficiale è il 25 marzo 1713. Venne eretto su ordine di Pietro il Grande in onore della vittoria ottenuta da Aleksandr Nevskij sugli svedesi durante la battaglia della Neva, combattutasi nel 1240 proprio in questo luogo. All'interno della cerchia muraria si trovano due chiese barocche edificate dall'architetto Domenico Trezzini e dal figlio Giuseppe, l'una tra il 1717 e il 1722 e l'altra tra il 1742 e il 1750, tuttavia l'edificio neoclassico che domina il complesso è la cattedrale della Trinità, costruita da Ivan Egorovič Starov tra il 1776 e il 1790.

## Il complesso di edifici
| N. | Immagine | Nome                      | Architetto                                    | Costruzione | Costruzione | Dedizione          |
| N. | Immagine | Nome                      | Architetto                                    | Inizio      | Fine        | Dedizione          |
| -- | -------- | ------------------------- | --------------------------------------------- | ----------- | ----------- | ------------------ |
| 1  |          | Cattedrale della Trinità  | Ivan Egorovič Starov                          | 1776        | 1790        | Santissima Trinità |
| 2  |          | Chiesa dell'Annunciazione | Domenico Trezzini Theodore Schwertfeger       | 1717        | 1724        | Annunciazione      |
| 3  |          | Chiesa di San Teodoro     | Theodore Schwertfeger Pietro Antonio Trezzini | 1742        | 1767        | Fëdor Jaroslavič   |
| 4  |          | Ingresso                  | Ivan Egorovič Starov                          | 1784        | 1786        | Madre di Dio       |

Chiese nei cimiteri
| N. | Immagine                       | Nome                 | Architetto                               | Costruzione | Costruzione | Dedizione               | Sito                 |
| N. | Immagine                       | Nome                 | Architetto                               | Inizio      | Fine        | Dedizione               | Sito                 |
| -- | ------------------------------ | -------------------- | ---------------------------------------- | ----------- | ----------- | ----------------------- | -------------------- |
| 5  |                                | Chiesa di Lazzaro    | Lev Jakovlevič Tiblen (ristrutturazione) | 1717        | 1723        | Resurrezione di Lazzaro | Cimitero Lazarevskoe |
| 5  | 1787                           | Chiesa di Lazzaro    | Lev Jakovlevič Tiblen (ristrutturazione) | 1790        |             | Resurrezione di Lazzaro | Cimitero Lazarevskoe |
| 5  | 1835                           | Chiesa di Lazzaro    | Lev Jakovlevič Tiblen (ristrutturazione) | 1836        |             | Resurrezione di Lazzaro | Cimitero Lazarevskoe |
| 6  |                                | Chiesa Tichvin       | Nikolaj Pavlovič Grebënka                | 1869        | 1873        | Theotokos di Tichvin    | Cimitero Tichvin     |
| 6  | 1931 (modifiche alla facciata) | Chiesa Tichvin       | Nikolaj Pavlovič Grebënka                |             |             | Theotokos di Tichvin    | Cimitero Tichvin     |
| 7  |                                | Chiesa di San Nicola | Grigorij Karpov                          | 1868        | 1871        | San Nicola              | Cimitero Nikol'skoe  |

Altri edifici
| N. | Immagine | Nome               | Architetto                                                          | Costruzione | Costruzione | Stile         |
| N. | Immagine | Nome               | Architetto                                                          | Inizio      | Fine        | Stile         |
| -- | -------- | ------------------ | ------------------------------------------------------------------- | ----------- | ----------- | ------------- |
| 1  |          | Dimora del Vescovo | Michail Rastorguev Aleksej Maksimovič Gornostaev (ristrutturazione) | 1756        | 1764        | Barocco       |
| 1  | 1819     | Dimora del Vescovo | Michail Rastorguev Aleksej Maksimovič Gornostaev (ristrutturazione) |             |             | Barocco       |
| 1  | 1861     | Dimora del Vescovo | Michail Rastorguev Aleksej Maksimovič Gornostaev (ristrutturazione) | 1863        |             | Barocco       |
| 2  |          |                    | Michail Rastorguev                                                  | 1761        | 1771        | Tardo barocco |
| 3  |          |                    | Mikhail Rastorguev                                                  | 1756        | 1761        | Tardo barocco |
| 4  |          |                    | Lev Andreev                                                         | 1900        | 1900        | Eclettismo    |

## I cimiteri
Annessi vi sono vari cimiteri, tra i quali il Cimitero Tichvin, dove riposano alcune delle maggiori personalità della storia russa e della cultura mondiale, come Lomonosov, Dostoevskij, Carlo Rossi, Giacomo Antonio Quarenghi, Čajkovskij, Eulero e Musorgskij.

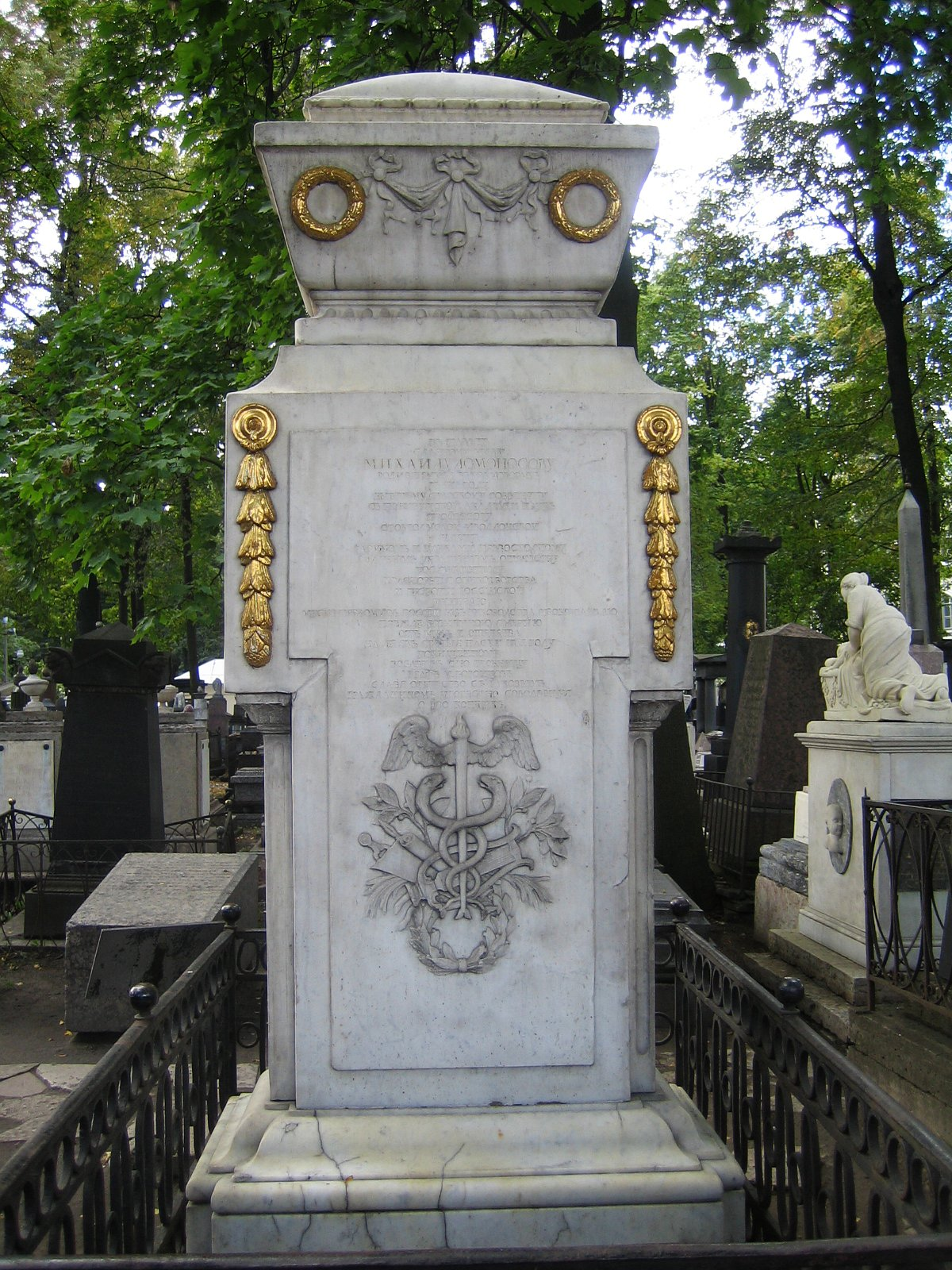
Tomba di Michail Vasil'evič Lomonosov
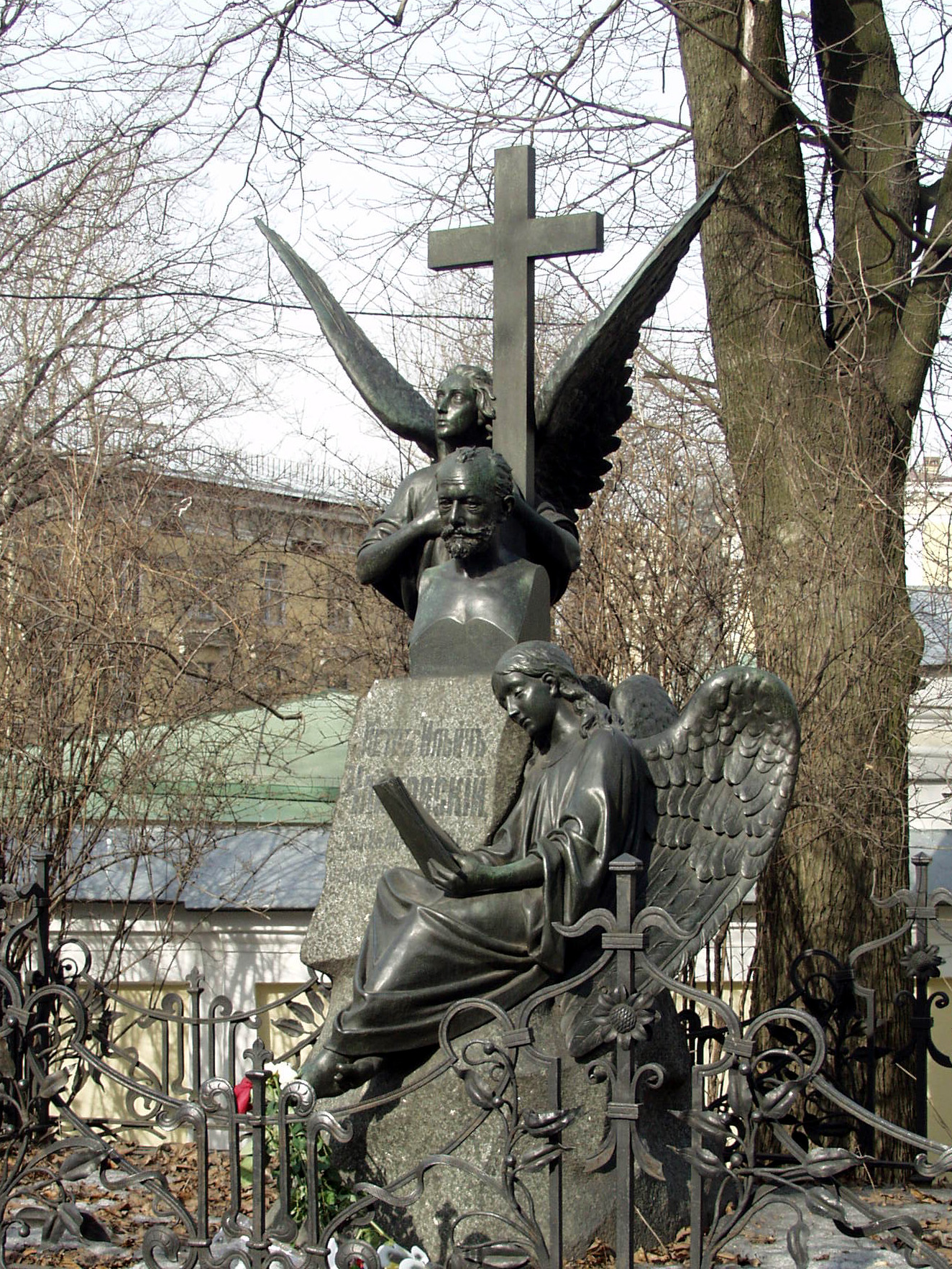
Tomba di Pëtr Il'ič Čajkovskij
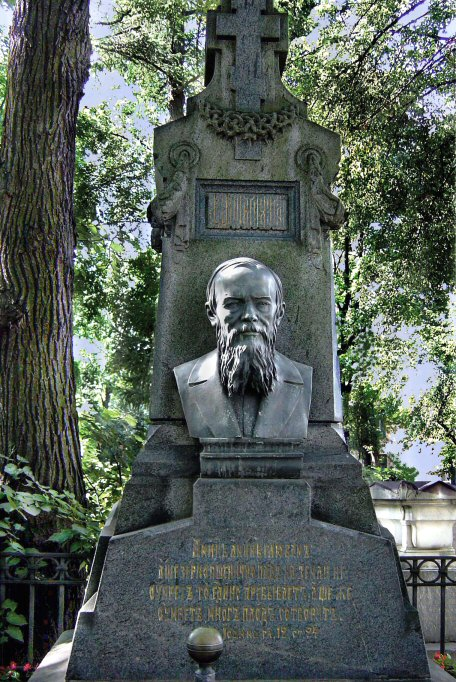
Tomba di Fëdor Dostoevskij